# Françoise de Foix

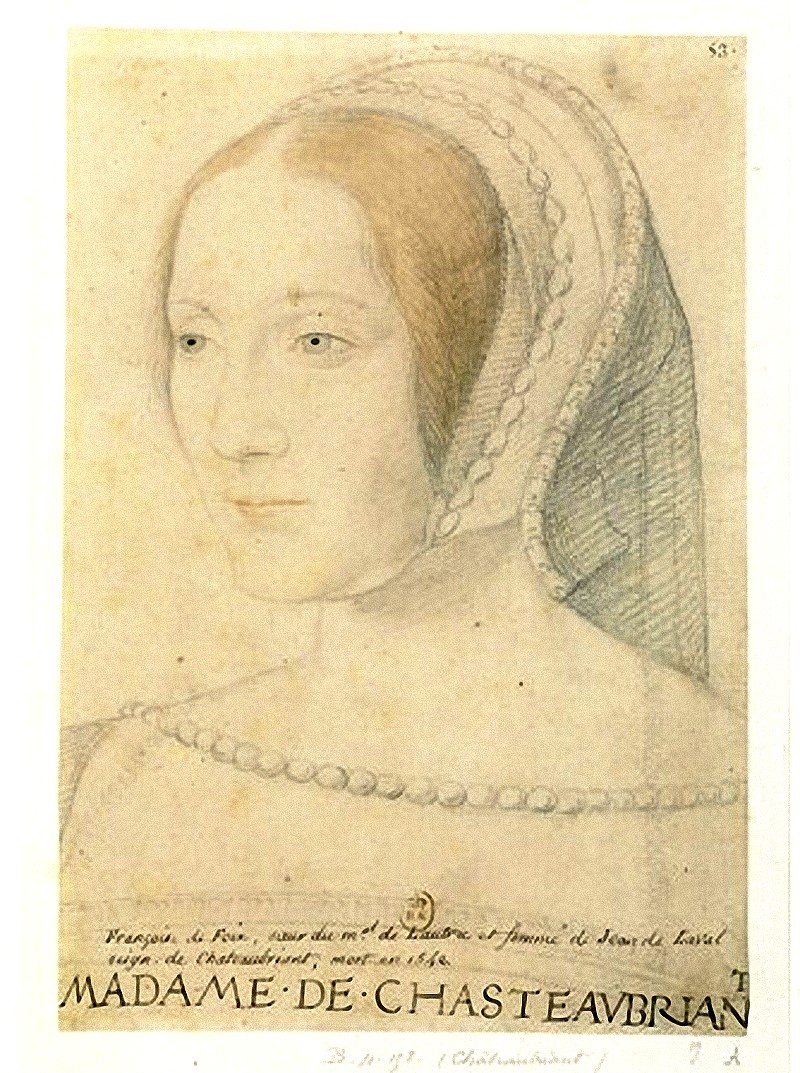
Françoise de Foix

Françoise de Foix, grevinna de Châteaubriant, född 1495, död 1537, var en fransk hovdam, den första mätressen till kung Frans I av Frankrike mellan 1519 och 1528. Hon beskrivs som bildad och kultiverad men saknade politiskt inflytande.  

## Biografi
Françoise de Foix var dotter till Jean de Foix, Vicomte de Lautrec, och Jeanne d'Aydie. Hennes farfars bror, Gaston IV de Foix, var gift med drottning Eleonora av Navarra; Leonoras syster var mor till Frankrikes drottning Anna av Bretagne, vilket gjorde Françoise de Foix till Anne av Bretagnes syssling. Françoise de Foix växte upp vid det franska hovet, som hovfröken (Fille d’honneur) till Anna av Bretagne, där hon 1505 förlovades med Jean de Laval, greve av Châteaubriant. Hon födde en dotter vid tretton års ålder 1508 och gifte sig 1509 med Châteaubriant. Paret bodde på Châteaubriant tills de kallades till hovet av Frans I av Frankrike 1516. 

### Mätress
Françoise de Foix beskrivs som lång, mörk och kultiverad, talade latin och italienska och skrev poesi. Frans I av Frankrike blev förälskad i henne och uppvaktade henne genom att gynna hennes makes och tre bröders karriärer. Någon gång under 1518 blev hon efter långvarigt motstånd slutligen kungens älskarinna. Vid tronföljarens dop i Amboise 25 april 1519 gavs hon en plats bredvid prinsessorna, vilket var ett sätt att offentligt förklara henne för mätress inför hela hovet. Kungen gjorde deras förhållande offentligt mot hennes vilja, något som också upprörde kungens mor, Louise av Savojen, som ogillade familjen de Foix. Hennes man visade inget intresse för saken, och Françoise utnämndes till hovdam, Dame d’honneur, åt drottning Claude av Frankrike för att få en egen ställning vid hovet och kunna stanna där då maken lämnade det.  

### Senare liv
Françoise saknade inflytande och lyckades bara använda det en gång, då hon övertalade kungen att inte bestraffa hennes bror för nederlaget i Slaget vid Bicocca. År 1525 tillfångatogs Frans av spanjorerna och vid hans återkomst året därpå blev han förälskad i Anne de Pisseleu d'Heilly. Efter två års rivalitet återvände Françoise de Foix 1528 till Châteaubriant, där hon fortsatte att leva med sin man, som utnämndes till guvernör i Bretagne. Hon brevväxlade ibland med Frans, som fram till 1532 ofta besökte paret på deras slott.  
Françoise de Foix' död har blivit föremål för spekulation. En legend hävdar att Jean de Laval, som var en känd sadist, ska ha fängslat henne i en madrasserad cell och dödat henne där. Det anses dock mer troligt att hon avled i någon slags sjukdom.   

## Eftermäle
Brantôme upptecknade många anekdoter om Françoise de Foix. Det anses också att det är just hon som är den icke namngivna älskarinnan till Frans, som var nära att överraskas i sängen med amiral Bonnivet.